# 三浦乾也
三浦 乾也（みうら けんや、1821年4月5日（文政4年3月3日）‐ 1889年（明治22年）10月7日）は、幕末から明治時代に活躍した陶工、造船家、元仙台藩士である。号は天禄堂。通称は陶蔵。幼名は藤太郎（豆太郎）。

## 経歴・人物
芝居小屋の笛吹き住田清七と町屋の娘すみとの間の婚外子として江戸に生まれる。生後まもなく多摩川の農家へ里子に出され、三浦姓となる。6歳の時に伯母とその夫井田吉六に引き取られ、12歳の時に吉六から陶法を学ぶ。17歳の時に吉六と共に五代目乾山（尾形乾山）と名乗った吉原の名手西村藐庵の世話になった。19歳の時に乾也の号を許された。資料などでは六代目乾山と呼ばれることがあるが本人は自称せず、弟子の浦野乾哉が乾山を継ぎこれが七代とされ、そこで乾山は途絶えている。弟子は他に乾セ（本名塚本寅吉。乾也の没後、乾也を名乗った）、升太郎（乾升）がいた。
25歳の時に深川に住む大津絵画家石井仏心の養子となり、一時は石井乾也とも名乗った。石井家には元々後継ぎがおらず親戚の姉妹2人を養子にとっており、その姉の「おえい」が乾也と結婚するも、折り合いが悪く家を出る。1848年（嘉永元年）に長女が生まれ、母を偲んですみと名づけたが3歳で病死する。
1853年（嘉永6年）、黒船来航に際して陶工としての活動をやめ、海防の建白書や船の模型図を幕府に献上したところを阿部伊勢守の目にとまり、1854年（嘉永7年）8月から長崎でヘルハルドゥス・ファビウスやヤン・カレル・ファン・デン・ブルークより勝海舟らと共に造船術、金属加工技術などを学び、ガラスの製造法、溶鉱炉、反射炉、大砲技術なども長崎にいる間に習得した。翌1855年（嘉永8年）江戸に戻る。1856年（安政3年）1月には仙台に招聘されて総棟梁として帆船開成丸の建造に携わり、藩から士分を与えられ仙台藩士となる。仙台にいる短い間に堤焼の陶工・庄子源七郎義忠に陶芸を教え、1858年（安政5年）11月に三浦乾馬を名乗ることを許した。
仙台と江戸を往復する生活をしていた乾也は1859年（安政6年）、正式な暇乞いをせず藩士の資格を残したまま江戸に帰り、親交のあった鈴木鵞湖の次男・鈴木貞治郎（後の石井鼎湖）を養子にとる。1861年（文久元年）に次女のよねが生まれ、旅に出ていた叔父の井田吉六が病気の体で江戸に戻り看病するようになるが吉六はまもなく亡くなる。1862年（文久2年）、その頃には関係が良くなっていた石井仏心が亡くなった際に当時16歳の鼎湖が石井家の家督を継ぐことになり、乾也はその後見人となる。
1868年（慶応4年）7月に朝敵であるとの嫌疑から検挙され1カ月半ほど投獄される。1869年（明治元年）12月、辞職を申し出に仙台を訪れるが、新政府軍に敗北し藩政の実権が反対勢力に握られていたことで思いがけず改易に処されて藩士としての身分を失い、それきり仙台藩との縁が切れることになる。明治維新以来の時勢の変化によって後援者を失っていたところ、梶山良助の招きで1870年（明治3年）に相模国曽屋村十日市場（現・秦野市四ツ角付近）に窯を開き、趣味陶器・日用陶器のほかに工部省の注文で日本で初めて電信用のがいしを製造した。1871年（明治4年）、乾也は横須賀にがいしを作るための窯を作るが、事業には失敗した。その後もレンガや輸出用陶磁器などでも失敗する。1872年（明治5年）に妻のえいが亡くなり、娘のよねは石井家に引き取られる。
事業の補填は石井家の資産によって補っていたが、これにみかねた石井鼎湖は実父の鈴木鵞湖に相談し、鵞湖は乾也に陶工として専念するよう諭す。1875年（明治8年）12月25日、深川にいた乾也は向島へ移って長命寺の境内に窯を開き、亡くなるまで陶工として活動した。この明治期の作品が陶工乾也として伝わるほとんどの作品である。没後は築地妙泉寺に埋葬される。
乾也は体格が大きく酒をよく飲み、最期まで髷を結って通した。

## 代表作
- 「鵞鳥（がちょう）図額」東京国立博物館収蔵[18]